# Tahrir-pladsen
Tahrir-pladsen eller Midan Tahrir (arabisk: ميدان التحرير, oversat: Frigørelsespladsen) er en stor offentlig plads i Egyptens hovedstad Kairo. Pladsen blev først kaldt Midan Ismailia, opkaldt efter Egyptens leder mellem 1863 og 1879, Khedive Ismail. Efter den egyptiske revolution i 1952 blev navnet ændret til Midan Tahrir.
Under oprøret i Egypten i 2011 var Tahrir-pladsen det største samlingspunkt for de som demonstrerede mod Hosni Mubaraks styre.